# Дом Кавоса

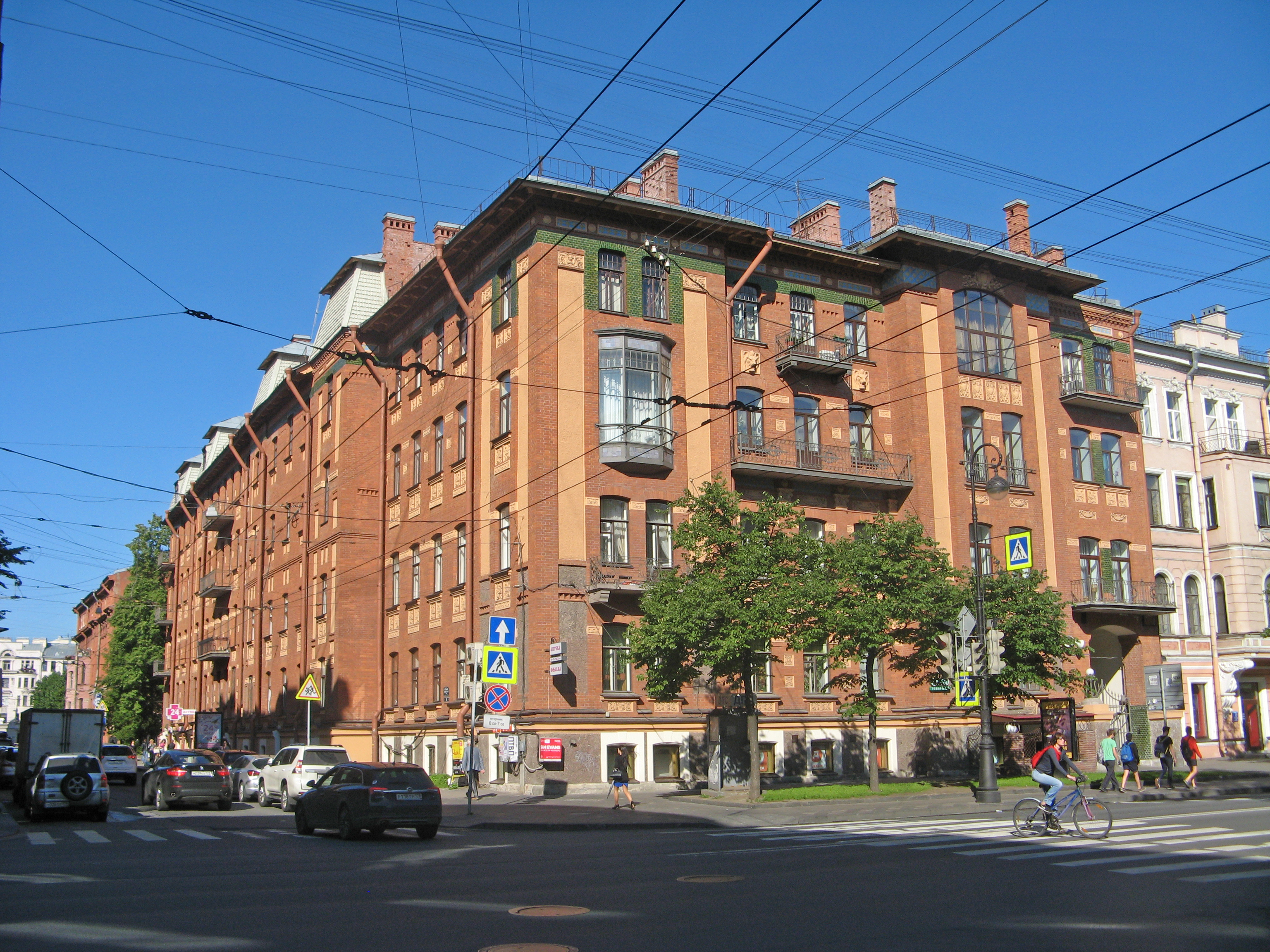
Дом Кавоса, 2016

Дом Евге́ния Це́заревича Ка́воса — петербургский особняк в стиле модерн, построенный в 1896—1897 годах под руководством архитектора Леонтия Бенуа для его двоюродного брата Евгения Цезаревича Кавоса. Расположен по адресу Каменноостровский проспект, д. № 24 / Большая Монетная улица, д. № 10.

## История
Заказчик здания Евгений Кавос (1858 — после 1923) и его супруга, живописец Екатерина Зарудная-Кавос (1861—1917), не только приходились родственниками зодчему Леонтию Бенуа, но и близко дружили. По словам архитектора, образцом послужила некая французская вилла, которая ему очень нравилась, а благодаря дружбе с владельцами он получил полную свободу творческих решений. Городская управа утвердила проект здания 12 августа 1896 года, в следующем году строительство было завершено. Вопреки распространённым приёмам того времени, основным украшением фасадов стали не лепнина и штукатурка, а контрастные сочетания цвета и фактуры отделочных материалов: натурального камня, кирпича, гранитной щепы, терракотовых рельефов и цемента. Впервые в городе использовали старицкий известняк — им был выложен высокий, занимавший почти целый этаж цоколь здания. Двухэтажный особняк получил высокую оценку современников за выразительный «новофранцузский стиль» и художественное оформление. Осенью 1907 года здание стало одним из пяти призёров «конкурса на красоту домов» Городской управы. После окончания строительства супруги открыли дома художественный салон, частыми гостями которого были выдающиеся деятели культуры того времени: Илья Репин, Анатолий Кони, Иван Толстой и другие.
В 1907 и 1912 году здание было перестроено по проекту ученика Бенуа, архитектора Василия Михайловича Андросова (1873—1934). Предположительно, Леонтий Николаевич выступал консультантом. В своих мемуарах он вспоминал, что остался доволен перестройкой: «мой помощник В. М. Андросов <…> не меняя характера архитектуры, превратил здание в отличный доходный дом». В 1907 были добавлены два этажа, а в 1912-м добавлены пристройка со стороны Большой Монетной улицы и дворовый флигель. Новой декоративной деталью стал керамический фриз.

## Современность
C 2001 года дом имел статус выявленного объекта культурного наследия.
По состоянию на 2013 год здание нуждается в реконструкции, дворовый флигель находится в аварийном состоянии.
17 декабря 2021 КГИОП признал дом Кавоса объектом культурного наследия регионального значения.
В 2001 році, у дворі цього будинку проходили зйомки фільму «Сестри» Сергія Бодрова молодшого.